# 利維坦號郵輪

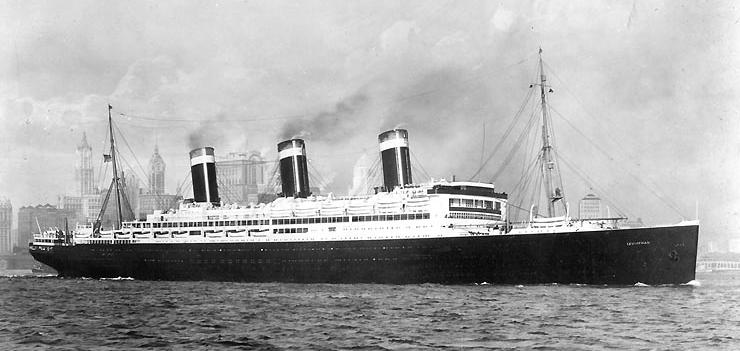
于1920年代抵达纽约港的利維坦號

利維坦號郵輪是1920年代至1930年代航行於美洲航線的遠洋客輪，曾佔據世界最大船隻寶座近20年之久，舷宽30.5米。該船原屬德國，最初名為「祖國號」，生产商为布洛姆+福斯，於1913年下水，航行於漢堡至美國航線，1917年美國俘獲該船於紐約，時任美國總統的伍德羅·威爾遜重新命名該船為「利維坦號」，并由美国海军运营。該船於1936年在蘇格蘭的拆船廠報廢。

## 延伸阅读
- Holt, Brent I. . Classic Liners series. Stroud, Gloucestershire: The History Press. 2009. ISBN 9780752447636.